# Pálffy Péter
Pálffy Péter (Seebarn (Ausztria), 1899. szeptember 10. – Bécs, 1987. október 27.) festőművész, takarékpénztári tisztviselő, császári és királyi hadnagy.

## Életútja
Szülei Pálffy József (1853–1920) és Wilczek Mária Lucia (1862–1958), nagyapja Pálffy Móric. Pozsonyban és Budapesten járt gimnáziumba, majd Münchenben és Budapesten végezte a képzőművészeti főiskolát. 1924-től 1933-ig Párizsban élt, majd miután visszatért, a családja szomolányi és vöröskői kastélyában töltötte lakott. A pozsonyi Kunstverein és a KUT tagja volt. 1945-ben elmenekült Ausztriába, műveit a vöröskői várban hagyta. 1962. december 4-én Aurach bei Kitzbühelben, Tirolban feleségül vette Schuch Gerlindét.